# Клод Гонсалвеш
Жоакім Клод Гонсалвеш Араужо (порт. Joaquim Claude Gonçalves Araújo, нар. 9 квітня 1994, Пропріано, Франція) — португальський футболіст, опорний півзахисник польської «Легії».

## Ігрова кар'єра

### Клубна
Клод Гонсалвеш народився у місті Пропріано, що на Корсиці і є вихованцем місцевого клубу «Аяччо». 21 вересня 2013 року у матчі проти «Ренна» Гонсалвеш дебютував в першій команді «Аяччо» в чемпіонаті Франції.
Влітку 2016 року футболіст підписав дворічний контракт з португальським клубом «Тондела». Після завершення контракт Гонсалвеш як вільний агент перейшов до клубу Другого французького дивізіону «Труа». З яким посів третє місце у Лізі 2 але так і не зумів пройти через перехідний плей - оф.
В 2019 року Гонсалвеш повернувся до чемпіонату Португалії, де наступні два сезони провів в клубі «Жил Вісенте».
Перед початком сезону 2021/22 футболіст приєднався до болгарського клубу «Лудогорець», де за три сезони виграв всі національні трофеї. Після завершення контракт з болгарським клубом, влітку 2024 року півзахисник як вільний агент перейшов до варшавської «Легії», з якою підписав трирічний контракт.

### Збірна
В 2014 році Клод Гонсалвеш провів п'ять матчів в складі збірної Португалії (U-20).

## Титули
Лудогорець
 Чемпіон Болгарії (3): 2021/22, 2022/23, 2023/24
 Переможець Кубка Болгарії: 2022/23
 Переможець Суперкубка Болгарії (2): 2021, 2022
Легія
 Переможець Кубка Польщі: 2024/25
 Переможець Суперкубка Польщі: 2025